# الذرورة (بعدان)

تعديل مصدري - تعديل

الذرورة محلة تابعة لقرية العماهي، التابعة لعزلة الحرث بمديرية بعدان إحدى مديريات محافظة إب في الجمهورية اليمنية، بلغ تعداد سكانها 92 حسب تعداد اليمن لعام 2004.